# Mariotte (cratère)
Pour les articles homonymes, voir Mariotte.
Mariotte est un cratère d'impact allongé situé sur la face cachée de la Lune, nommé d'après le physicien français Edme Mariotte. Cette formation est située à environ un diamètre de cratère au sud-ouest du plus petit Das (en). Ce cratère est plus long vers le sud-est d'environ 5 km supplémentaires, ce qui lui donne une forme ovoïde. Le bord extérieur est tranchant et peu érodé. Le fond intérieur est irrégulier, en particulier vers l'extrémité sud-est. Au sud-est de Mariotte se trouve le grand cratère Tchebychev.

## Cratères satellites
Par convention, ces caractéristiques sont identifiées sur les cartes lunaires en plaçant la lettre sur le côté du point médian du cratère le plus proche de Mariotte.
| Mariotte | Latitude | Longitude | Diamètre |
| -------- | -------- | --------- | -------- |
| P        | 29,9° S  | 139,7° O  | 30 km    |
| R        | 30,1° S  | 141,6° O  | 33 km    |
| U        | 27,9° S  | 142,8° O  | 34 km    |
| X        | 25,3° S  | 140,0° O  | 20 km    |
| Z        | 22,9° S  | 139,0° O  | 47 km    |

Les cratères suivants ont été renommés par l'Union astronomique internationale :
- Mariotte Y : Murakami (en)